# Russula subsect. Laetinae
Russula subsect. Laetinae ist eine Untersektion  aus der Gattung Russula, die bei Bon innerhalb der Sektion Russulinae und bei Romagnesi innerhalb der Sektion Coccinae steht. Die Untersektion wurde ursprünglich von Romagnesi definiert. Sein gleichnamiges Taxon enthält aber zusätzlich Arten, die bei Bon in den Untersektionen Auratinae, Integroidinae und Laeticolorinae stehen.

## Merkmale
Die Untersektion enthält meist mittelgroße Arten, deren Hutfarbe mehr oder weniger lebhaft rötlich, orange oder ziegelfarben ist. Der Hut kann aber in seltenen Fällen auch fast schmutzig weinfarben oder nur gelb oder gelblich sein und mehr oder weniger rosa Tönen aufweisen. Das Fleisch hat keinen charakteristischen Geruch. Es schmeckt mild und es gibt keine für die Untersektion typischen makrochemischen Reaktionen. Das Sporenpulver ist gelb (IV(a)b nach Romagnesi oder dunkler).
Die Huthaut enthält mehr oder weniger inkrustierte Pileozystide oder Hyphen. Ihr Inhalt ist oft säurefest oder färbt sich mit Sulfovanillin an.
- Die Typart ist Russula borealis, der Leuchtendrote Täubling

| Deutscher Artname       | Wissenschaftlicher Artname | Autor                     |
| ----------------------- | -------------------------- | ------------------------- |
| Rosabrauner Täubling    | Russula cremeoavellanea    | Singer (1936)             |
| Leuchtendroter Täubling | Russula laeta              | Jul. Schäff. (1952)       |
| Orange-Täubling         | Russula aurantiaca         | (Schaeff.) Romagn. (1967) |
| n/a                     | Russula impolita           | (Romagn.) Bon (1983)      |